# Женлай
«Женлай» (кат. Club Esportiu Jenlai) — андоррский футбольный клуб из Эскальдес-Энгордань, выступающий во чемпионате Андорры. Домашние матчи проводит на стадионах Федерации футбола Андорры.

## История
Команда была основана в 2008 году под названием «Атлетик Америка», а вскоре была переименована в «Женлай». В сезоне 2008/09 клуб впервые принял участие во втором дивизионе Андорры, тогда «Женлай» занял последнее 7 место. В следующем сезоне команда заняла 4 место, а в Кубке Андорры дошла до 1/8 финала, что является лучшим результатом за всю историю выступлений в этом турнире. В сезоне 2010/11 клуб вылетел из Сегона Дивизио заняв 10 место.
Во второй дивизион команда вернулась в сезоне 2013/14, тогда «Женлай» занял второе место и получил право участвовать в играх плей-офф за выход в Примера Дивизио. По итогам двух встреч команда уступила «Интеру» со счётом (1:6) и осталась во втором дивизионе. Сезон 2014/15 выдался провальным для команды, «Женлай» не набрал по ходу соревнований ни одного очка, пропустив в 10 играх 48 голов. Весной 2015 года «Женлай» участвовал в Кубке Федерации, однако после двух поражений снялся с турнира.
В следующем сезоне команде удалось впервые в истории выйти в Примера Дивизио, заняв первое место во втором дивизионе. Игрок «Женлая» Диего Мариньо с 41 голом стал лучшим бомбардиром турнира, а игроки Карлес Вальс и Жозе Риверо забили по 18 и 14 голов соответственно и вошли в шестёрку лучших голеодоров турнира. Летом 2016 года Мариньо перешёл в «Сан-Жулию», Вальс в «Санта-Колому», а Ривера в испанский «Сео-де-Уржель». Первая игра в чемпионате Андорры 18 сентября 2016 года завершилась поражением «Женлая» от «Сан-Жулии» (1:3). Первым голом команды в высшей лиге отличился Нуно Машаду. В декабре 2016 года главным тренером стал испанец Жорди Паскуаль, который заменил на этом посту Жоакина Пину.

## Стадион

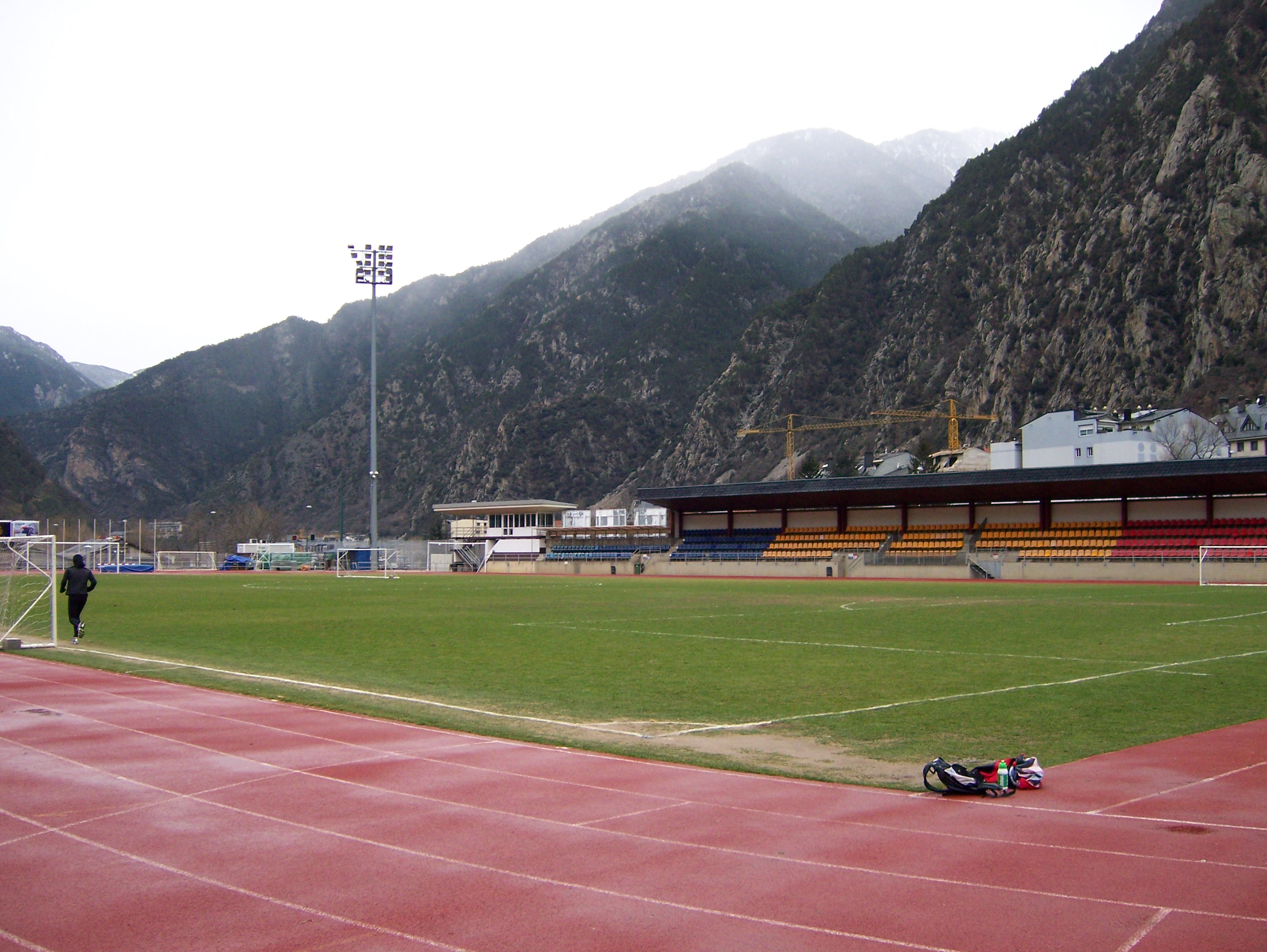
Стадион «Комуналь д’Ашоваль»

Футбольная федерация Андорры проводит матчи Примера и Сегона Дивизио на принадлежащих ей стадионах. Также федерация распределяет стадионы и поля для тренировок для каждой команды. «Комуналь д'Андорра-ла-Велья» вмещает 1299 человек и находиться в Андорра-ла-Велья, «Комуналь д’Ашоваль» расположен на юге Андорры в Сан-Жулиа-де-Лория и вмещает 899 зрителей. Иногда матчи проводятся в приграничном с Андоррой испанском городе Алас-и-Серк, на стадионе «Сентре Эспортиу д'Алас», вмещающем 1500 человек.

## Достижения
- Победитель второго дивизиона Андорры (1): 2015/16
- Серебряный призёр второго дивизиона Андорры (1): 2013/14

## Главные тренеры
- Хуан Альберто Паррага (2013)
- Уго Грегорио Роланд Суричакуи (2015)[18]
- Жоакин Пина (2016)[11]
- Жорди Паскуаль (2016—н. в.)[11]

## Статистика
| Сезон   | Дивизион        | Место в чемпионате | И  | В  | Н | П  | ГЗ  | ГП | О  | Кубок Андорры | Кубок Федерации | Примечание                     |
| ------- | --------------- | ------------------ | -- | -- | - | -- | --- | -- | -- | ------------- | --------------- | ------------------------------ |
| 2008/09 | Сегона Дивизио  | 7 из 7             | 11 | 0  | 1 | 10 | 11  | 63 | 1  | 1/16 финала   |                 |                                |
| 2009/10 | Сегона Дивизио  | 4 из 8             | 20 | 10 | 6 | 4  | 52  | 28 | 36 | 1/8 финала    |                 |                                |
| 2010/11 | Сегона Дивизио  | 10 из 10           | 18 | 3  | 1 | 14 | 25  | 68 | 10 |               |                 | Клуб расформирован             |
| 2013/14 | Сегона Дивизио  | 2 из 15            | 20 | 13 | 2 | 5  | 75  | 46 | 41 | 1/32 финала   |                 | Плей-офф за место в чемпионате |
| 2014/15 | Сегона Дивизио  | 11 из 11           | 10 | 0  | 0 | 10 | 5   | 48 | 0  |               | Снялся          |                                |
| 2015/16 | Сегона Дивизио  | 1 из 14            | 23 | 21 | 1 | 1  | 111 | 15 | 64 | 1/8 финала    |                 | Повышение                      |
| 2016/17 | Примера Дивизио |                    |    |    |   |    |     |    |    |               |                 |                                |